# La Húngara
Sonia María Priego Bárbara, más conocida por su nombre artístico La Húngara (Écija, 21 de enero de 1980), es una cantante española de flamenco.

## Biografía
Sonia Priego es descubierta por el músico El kaly en el año 2001, cuando en la despedida de soltera de una amiga, interpreta el tema “Ese hombre” de Rocío Jurado, en un Karaoke. Este la pone en contacto con el productor Francisco Carmona, graban una maqueta y la presentan a distintas discógraficas.
En noviembre de 2001 publicó su primer disco “A Camarón” respaldada por la empresa JJ Records. Temas musicales como “Yo soy canastera”,  “Me duele el corazón” y "Dame tus besos" fueron sus primeras canciones populares. 
En 2003 publica “Es un bandolero” y en 2004 “Corazón flamenco” (en el que versiona la famosa canción “Todo tiene su fin”, durante estos años,  afianza el estilo musical que la ha acompañado hasta la actualidad, el Pop-Flamenco. En febrero del 2005 publica “Amándote”,  realiza más de 80 actuaciones y logra obtener el segundo puesto de la lista anual de la radiofórmula Radiolé,  detrás de El Barrio y delante de Ecos del Rocío y Diana Navarro.
En mayo de 2006 publica “Dibujando esperanzas” consiguiendo por primera vez un disco de oro.  El videoclip del primer sencillo “Vete de mi vera” , obtuvo muchas visitas en internet y fue muy votado en programas musicales de TV y radios. Canciones como la versión de “Mala, malita, mala” y el popurrí “Fiesta con La Húngara” fueron los mayores éxitos de este álbum.  A finales de año publica “Mi mejor navidad”, un disco de temática navideña, a excepción de los temas “Aire que respiro” y “No te enamores”. En junio de 2007 publica “Ahora me toca a mí”, con canciones como “A mí me mata” y “No imaginas”. 
En 2008 graba "Morir en tu veneno" un disco repleto de colaboraciones de artistas nacionales como Camela, Los Rebujitos, Hakim, Felipe Conde, Jorge González y su hija Laury (La Hungarilla). También participó en el disco de Haze "3rRound", con el tema de "El Killo”. 
Este mismo año es fichada por la discográfica multinacional Sony Music.  
En marzo de 2009,  lanza Mi sueño, donde colabora Andy de Andy y Lucas en la canción “No me mientas más”. Con este álbum y su primer single “Loca” permanece tres meses en las listas de discos más vendidos y canciones más descargadas en España. Temas musicales como "Tengo que impedir esa boda" fue uno de los temas más populares de este album 
En marzo de 2010 sale “Guerrera”, su undécimo álbum. El videoclip de su primer single “Si me quisiera”, lo grabó junto a Arturo Requejo, concursante de Gran Hermano. Este año también colabora con El Maki en el tema “Mama” de su disco “Humildad” y graba el tema “Yo soy español”, homenajeando a la selección española de fútbol por su victoria en el Mundial de Sudáfrica. Estrena una sección en el programa de Café Olé en Radiolé, “El consultorio de La Húngara” donde los oyentes le preguntan por temas personales y les aconseja. Su antigua discográfica, J.J Record's, vuelve a sacar un nuevo disco, “Debajo del olivo” con canciones inéditas excluidas de sus anteriores álbumes. Además, el grupo Medina Azahara la invitan, junto a otros artistas, a la celebración de su trigésimo aniversario en un concierto en Madrid. Colabora con ellos en la canción “Todo tiene su fin”. 
En marzo del 2011, sale a la venta su disco “Vivo cantando”, que versiona clásicos de la música popular española de la década de los 60 y 70. Durante los años siguientes colabora con artistas como Miguel Saez, en el tema "Ni pena ni gloria", Alex Ortiz en "Aceptar la derrota" Dioni Martín de Camela y Ketito en "A sangre fría", y El Suso en "Quiere ser libre". 
En abril de 2015 publica "Te como tu cara", después de varios años de silencio discográfico, con la discográfica Adrático Records. Para el videoclip del primer sencillo "La media vuelta" cuenta con Rafa Mora exconcursante del programa Mujeres y hombres y viceversa. El segundo sencillo "Déjame volar" es una colaboración con sus dos hijas. La gira de este disco, que dura 2 años, la lleva por toda la geografía española y países como Chile.
En diciembre de 2016 publica nuevo álbum "La niña bonita XV", con motivo de su 15 aniversario como cantante profesional. Con el tema Abre los ojos como primer single. Graba el videoclip del tema La niña bonita con sus dos hijas. Con este disco recorre toda España durante 2017 y 2018.
Representó al Rey Baltasar en la Cabalgata de Reyes Magos de Écija en 2017
El tema “Nada Serio” está disponible desde noviembre de 2017 en las diferentes plataformas digitales.
El sencillo “Yo te esperaré” se lanzó en octubre de 2018 en las plataformas digitales y también el videoclip oficial. Fue el adelanto de su último trabajo discográfico que salió a la venta en marzo de 2019.
En marzo de 2019 publica su decimosexto disco llamado "Yo te Esperaré", con 11 temas, 9 de ellos inéditos. Este disco incluye dos colaboraciones, una con Yerai de Los Rebujitos en "Que haría sin ti" y la otra con Moncho Chavea en el tema llamado "Espinas".
En octubre de 2020 se lanza un nuevo sencillo “Mi niño Manuel”, con la colaboración especial de su hija Laury La Hungarilla, en las plataformas digitales y también el videoclip oficial.
En noviembre de 2020 colabora con C. Tangana en un tema titulado “Tú me dejaste de querer”, dentro del álbum El Madrileño y que sería disco de platino, y alcanzaría el número 1 de Los40 tres veces.
En junio de 2021 lanzó su nuevo single en solitario titulado “Locamente” en todas las plataformas digitales y también el videoclip oficial.
En febrero de 2022 colabora en el disco de Las Carlotas 'Añoranzas y cantares' en el tema titulado ”Quiéreme”.
En marzo de 2022 participa en el disco de Haze 'Carne de cañón' en el tema ”Soy inocente”.
En enero de 2024 colabora en un nuevo tema con Nyno Vargas titulado “La trampa”.
En febrero de 2024 colabora con Maki y María Artés en el tema titulado “Eres mi sueño”.
En abril de 2024 colabora con los jóvenes Fran y Nico en el tema titulado “Qué pasa”.
En octubre de 2024 lanza su nuevo single Mi León, junto a su hija Laury La Hungarilla, en todas las plataformas digitales y también el videoclip oficial.

## Discografía
Álbumes de estudio:
- 2001: A Camarón (JJ Records)
- 2003: Es un bandolero (JJ Records)
- 2004: Corazón flamenco (JJ Records)
- 2005: Amándote (JJ Records)
- 2006: Dibujando esperanzas (JJ Records)
- 2006: Mi mejor Navidad (JJ Records)
- 2007: Ahora me toca a mí (JJ Records)
- 2008: Morir en tu veneno (JJ Records)
- 2009: Mi sueño (Sony Music)
- 2010: Guerrera (Sony Music)
- 2010: Debajo del olivo (JJ Records)
- 2011: Vivo cantando (Sony Music)
- 2011: Fiesta por bulerías (JJ Records)
- 2015: Te como tu cara (Adriático Records)
- 2016: La niña bonita XV (Adriático Records)
- 2019: Yo te esperaré (Adriático Records)

Álbumes recopilatorios:
- 2009: Súper éxitos (JJ Records)
- 2012: Todo tiene su fin (JJ Records)
- 2017: 15 años a tu vera (Música de siempre)
- 2020: Sin condiciones (Sony Music)

Singles:
- 2009: Loca (Sony Music)
- 2010: Si me quisiera (Sony Music)
- 2010: Yo soy español (Sony Music)
- 2011: Vete (Sony Music)
- 2014: Llora
- 2015: Entre tú y yo (Adriático Records)
- 2016: Abre los ojos (Adriático Records)
- 2017: Nada serio (Adriático Records)
- 2018: Yo te esperaré (Adriático Records)
- 2020: Mi niño Manuel (Adriático Records)
- 2021: Locamente (Adriático Records)
- 2022: Tu calorro (Adriático Records)
- 2024: Mi León (Adriático Records)

Colaboraciones:
En su discografía han colaborado varios artistas:
- 2008: Sábanas de miel con Los Rebujitos
- 2008: La distancia se ha echo olvido con Camela
- 2008: Morir en tu veneno con Hakim
- 2008: Sin ti con Felipe Conde
- 2008: Vamos a intentarlo con Jorge González
- 2008: A mi Laura con Laury
- 2009: No me mientas más con Andy
- 2010: A Mallorca con Laury
- 2015: Siempre estás de borrachera con Los Chichos
- 2015: Déjame volar con Laury y Sonia
- 2016: Eternamente con Los Rebujitos
- 2016: La niña bonita con Laury y Sonia
- 2019: Qué haría sin ti con Yerai Blanco Rebujitos
- 2019: Espinas con Moncho Chavea
- 2020: Mi niño Manuel con Laury

Aparte de en su discografía, ha colaborado con varios artistas:
- 2008: El Killo con Haze
- 2010: Mama con Maki
- 2012: Ni pena ni gloria con Miguel Sáez
- 2012: A sangre fría con Dioni Martín y Ketito
- 2012: Aceptar la derrota con Alex Ortiz
- 2013: Quiere ser libre con El Suso
- 2014: Música, vida mía con Calaita, Dioni Martín y Ketito
- 2015: Regálame tu amor con Aldeskuido
- 2017: Abuela con Sombra y Luz
- 2018: Tú me quieres con Javi Priego
- 2020: Estar contigo con Javi Priego y D Medici
- 2020: Habibi Remix con La Cebolla, Haze, Mayel Jiménez y Negro Jari
- 2020: Tú me dejaste de querer con C Tangana y Niño de Elche
- 2021: Otro bonito final con Yerai Blanco Rebujitos
- 2022: Quiéreme con Las Carlotas
- 2022: Soy inocente con Haze
- 2022: Homofobia con Nacha La Macha
- 2022: Camarón con Taburete y Omar Montes
- 2024: La trampa con Nyno Vargas
- 2024: Eres mi sueño con Maki y María Artés
- 2024: Qué pasa con Fran y Nico

## Filmografía

### Programas de televisión
| Año  | Programa             | Emisora                  | Rol                        |
| ---- | -------------------- | ------------------------ | -------------------------- |
| 2019 | Gente maravillosa    | Castilla-La Mancha Media | Invitada                   |
| 2021 | Tu Cara Me Suena     | Antena 3                 | Invitada, Acompaña a Rasel |
| 2023 | Sálvame Fashion Week | Telecinco                | Invitada                   |
| 2024 | Ahora o nunca        | La 1                     | Colaboradora               |